# Poustevna svatého Filipa (Solovecký klášter)
Poustevna svatého Filipa (rusky Филипповская пустынь), někdy též Ježíšova poustevna, je jedna z pousteven Soloveckého kláštera, nacházející se na břehu Igumenského jezera na Soloveckém ostrově. Založena byla v 16. století klášterním představeným Filipem, pozdějším moskevským patriarchou Filipem II. Požár v roce 1931 způsobil, že se dochoval pouze jediný objekt, cihlová budova bratrských cel.

## Historie
Poustevnu založil představený Filip, který stál v čele kláštera mezi lety 1548 až 1566 a výrazně se zasloužil o jeho hospodářský a technický rozvoj. Přesné datum založení poustevny však není známo. Filip na toto místo údajně chodil už jako mladý mnich, aby zde asi 2 km od kláštera nalezl klid k modlitbě a náboženskému rozjímání. K tomuto účelu si zde postavil i malý přístřešek, poustevnu. Jednou zdě měl údajně vidění, kdy se mu zjevil Kristus s trnovou korunou na hlavě, v okovech, plný ran a krve. Na místě zázračného zjevení potom vytrysknul ze země pramen.
V roce 1565 nechal proto Filip už jako představený zbudoval nad svatým pramenem kapli a vyřezal dřevěnou plastiku Krista, trpícího v temnici. Od té doby také mniši ochraňovali Filipovu celu a kámen, na který údajně kladl hlavu při spánku. Na místě jeho skromné cely byla později vztyčena dřevěná kaple.
Od dob představeného Filipa až do počátku 20. století vyhledávali život v poustevně sv. Filipa především vyznavači asketismu, odívající schimu.
Roku 1839 byl na místě zchátralé dřevěné kaple vystavěn třílodní chrám ikony Boží Matky „Životodárný Pramen“. Do něj byla umístěna Filipova plastika Krista s trnovou korunou. Uprostřed chrámu se nacházel svatý pramen. K chrámu symetricky přiléhaly zvonice a přístřešek.
Ve 2. polovině 19. století přibyla ještě cihlová budova s celami pro ty nemnohé mnichy, kteří poustevnu navštěvovali. Tento objekt se jako jediný dochoval do 21. století.
V období Soloveckého tábora zvláštního určení se zde nejdříve nacházel zvěřinec, kde byla chována kožešinová zvířata, později chemická laboratoř. Roku 1931 chrám shořel a zbytky byly záhy rozebrány, stejně jako jiné drobnější stavby.

## Současnost
V roce 2002 byl na místě chrámu ikony Boží Matky „Životadárný Pramen“ vztyčen šestimetrový poklonný kříž, zhotovený v klášterní dílně, který byl později kvůli provádění archeologického průzkumu posunut. Poustevna jako taková byla obnovena roku 2004, kdy se zde postupně začali usazovat první poustevníci. Práce na obnově objektu bratrských cel byly dokončeny roku 2007.

## Galerie

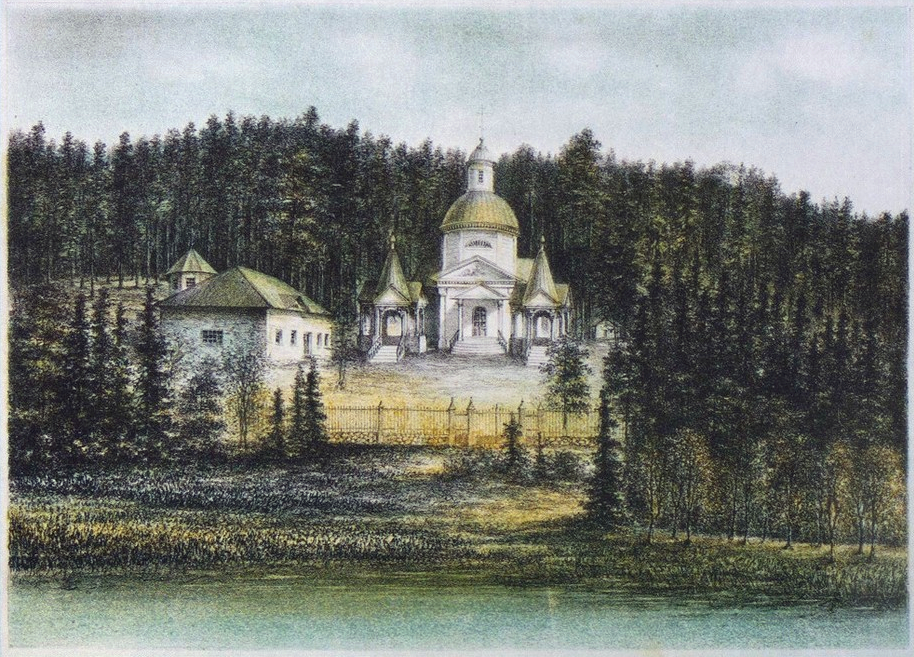
Poustevna roku 1884
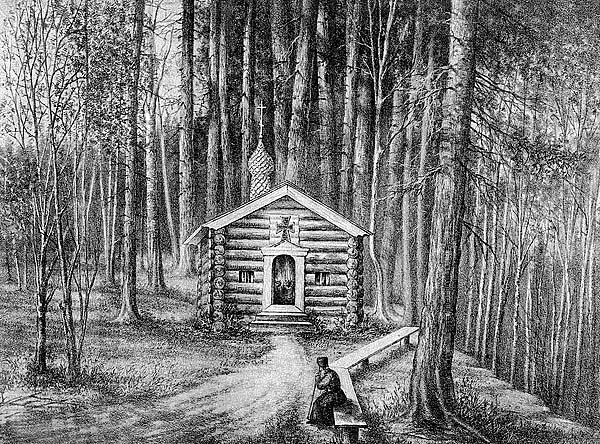
Původní dřevěná kaple, litografie, 1884
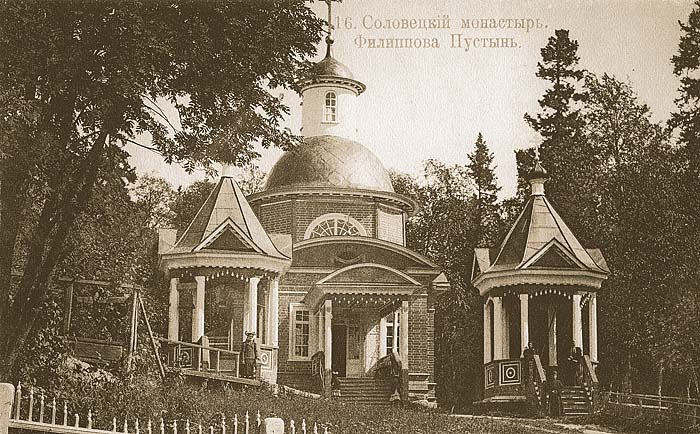
Chrám ikony Boží Matky „Životadárný Pramen“
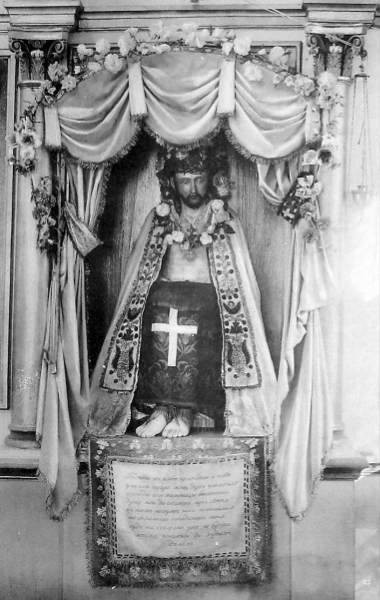
Plastika Krista s trnovou korunou
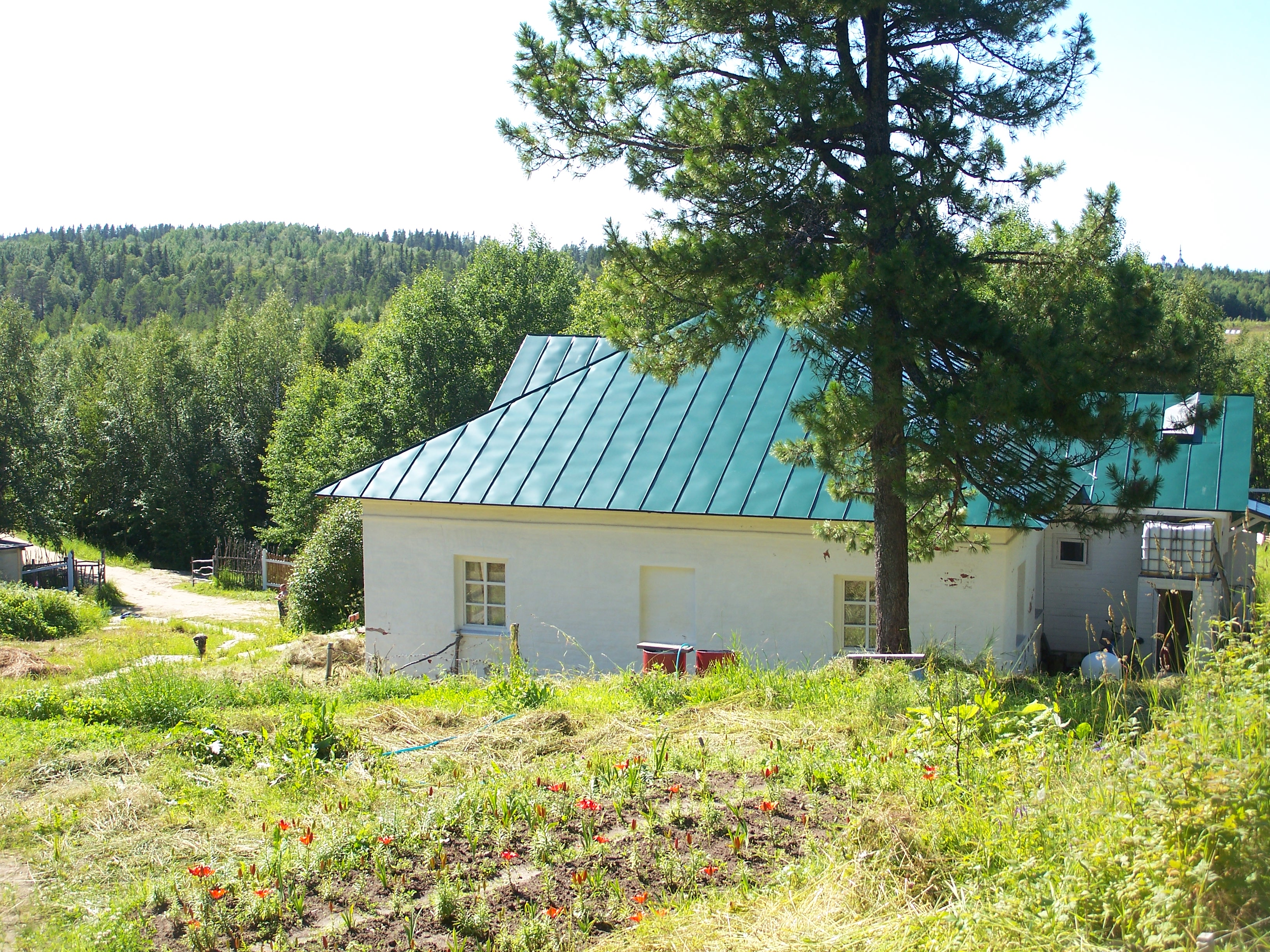
Obnovená budova cel
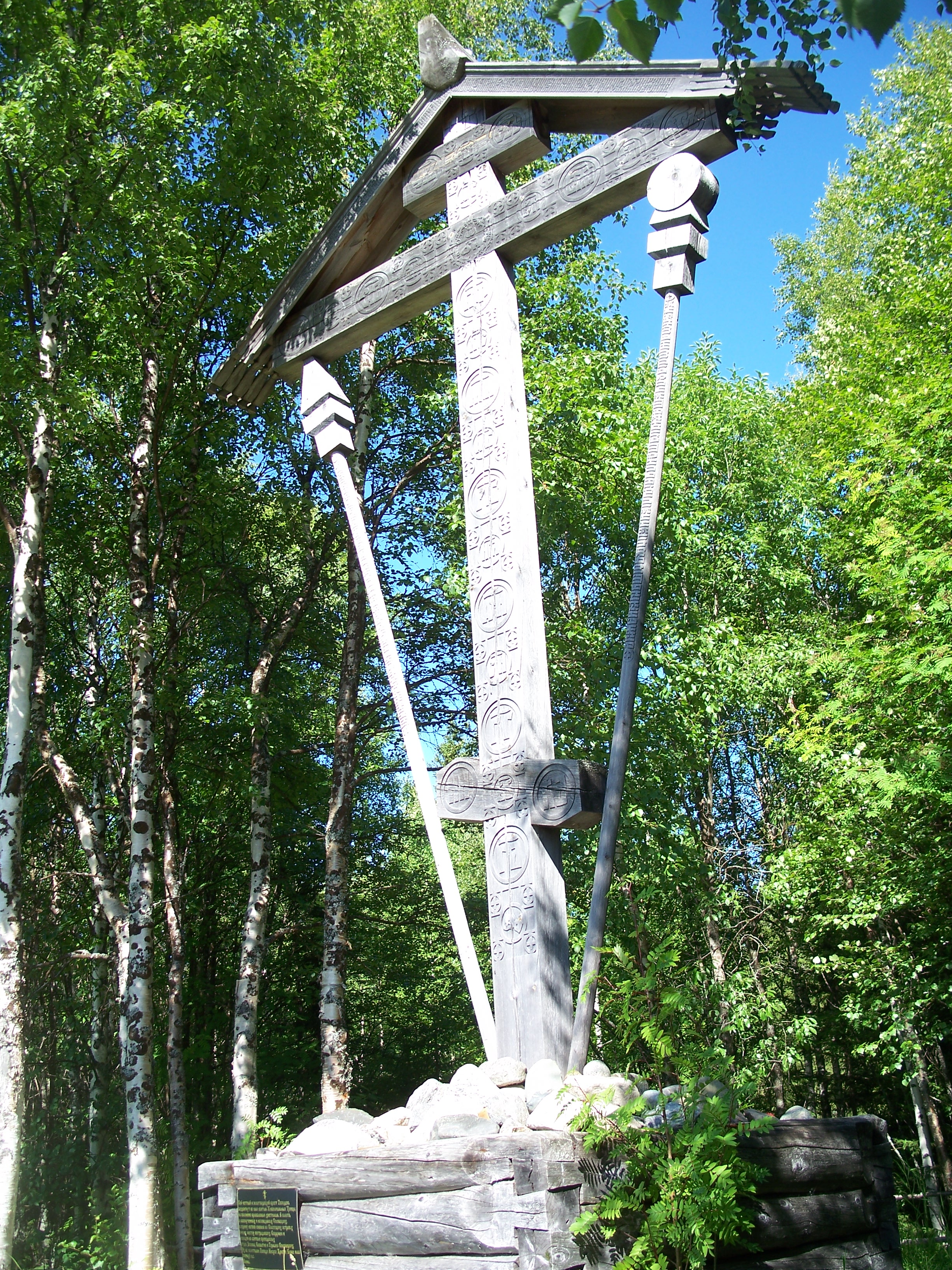
Poklonný kříž z roku 2002
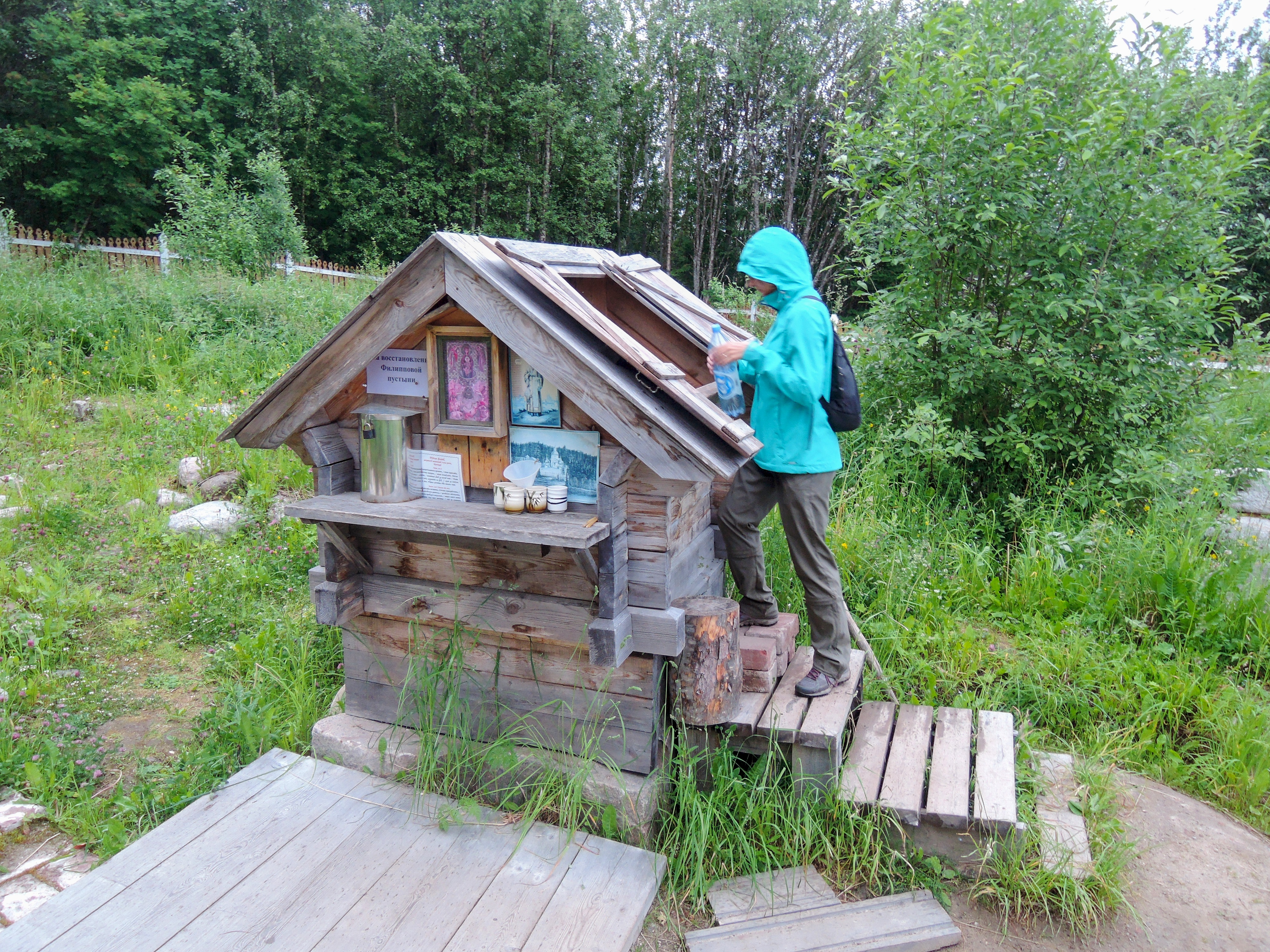
Svatý pramen v roce 2017